# Investigação ruidosa
Investigação ruidosa é uma política da Igreja de Cientologia para intimidar, assédio de grupo e atacar os seus inimigos usando guerra psicológica.

## Recursos
O objetivo de uma investigação ruidosa pode não ser descobrir algo, mas sim assediar a pessoa que está a ser investigada. O procedimento consiste em contactar amigos, vizinhos, colegas de trabalho, etc. e informá-los de que os crimes cometidos pelo indivíduo atacado estão a ser investigados.
Uma carta executiva do Gabinete de Comunicações de L. O livro de Ron Hubbard de 1966 intitulado "How to Do LOUD Research" descreveu a prática como:
Descobre-se onde trabalha ou trabalhou, médico, dentista, amigos, vizinhos, qualquer pessoa, e telefona-se e diz-se: "Estou a verificar o Sr./Sra. . [.. .] por actividades criminosas, pois tem tentado impedir a liberdade do homem e está a restringir a minha liberdade religiosa e a dos meus amigos e filhos, etc."
Um memorando, reimpresso pelo jornal britânico People, dizia:
Queremos pelo menos um mau relatório sobre cada psiquiatra em Inglaterra, um assassinato, uma agressão, uma violação ou mais do que um [...] Este é o Projecto de Psiquiatria. Iremos apagá-los.